# Brytanik
Brytanik (Tiberius Claudius Caesar Drusus Germanicus Britannicus; ur. 12 lutego 41 n.e., zm. 11 lutego 55 n.e.) – syn cesarza rzymskiego Klaudiusza i Messaliny. Jego pierwotne imię Germanik zamieniono na Brytanik dla uczczenia podboju Brytanii przez ojca w 43 n.e. 
Jako jedyny żyjący syn cesarza był głównym kandydatem do majątku i tytułów ojca. Jego pozycji nie zachwiała nawet otwarta zdrada jego matki Messaliny i jej skazanie na śmierć w 48 n.e. Dopiero kolejny ślub Klaudiusza z własną bratanicą Agrypiną i adopcja w roku 50 jej syna z poprzedniego małżeństwa – Nerona – osłabiły prawa rodzonego syna do dziedzictwa ojca, bowiem Neron był starszy od Brytanika o 4 lata. Pozycję Nerona wzmocnił również zaaranżowany przez jego matkę ślub ze starszą siostrą Brytanika – Oktawią – jaki odbył się trzy lata później. Ambicje Agrypiny, która zdobyła duży wpływ na rządy, kazały jej wkrótce usunąć zarówno Klaudiusza jak i Brytanika z drogi do pełnej władzy, jaką miała nadzieję sprawować u boku swego syna Nerona. Obawiając się, że Klaudiusz może zmienić swój testament i ustanowić Brytanika jedynym spadkobiercą, otruła męża 13 października 54. Po śmierci starego cesarza wszelkie tytuły i prawa do majątku otrzymać mieli formalnie na równi Neron jak i Brytanik. Jednak senat rzymski, uznając argumentację na temat młodego wieku Brytanika, przyznał wszelkie tytuły i związaną z nimi władzę tylko Neronowi. Rodzony syn Klaudiusza miał je otrzymać dopiero po osiągnięciu pełnoletniości. Nigdy do tego nie doszło – Brytanik został z rozkazu Nerona otruty podczas uczty na oczach wszystkich biesiadników przez trucicielkę Lukustę na dzień przed czternastymi urodzinami, gdy miał włożyć togę męską. Został pochowany w Mauzoleum Augusta.
Wywód przodków:
| 4. Druzus Starszy                   |  |              |  |  |             |
|                                     |  | 2. Klaudiusz |  |  |             |
| 5. Antonia Młodsza                  |  |              |  |  |             |
|                                     |  |              |  |  | 1. Brytanik |
| 6. Marek Waleriusz Messala Barbatus |  |              |  |  |             |
|                                     |  | 3. Messalina |  |  |             |
| 7. Domicja Lepida                   |  |              |  |  |             |
|                                     |  |              |  |  |             |